# Triệu Văn Trác
Triệu Trác (tiếng Trung: 趙卓), thường được biết đến với nghệ danh Triệu Văn Trác (tiếng Trung: 趙文卓, tiếng Anh: Vincent Zhao Wenzhuo, sinh ngày 10 tháng 4 năm 1972), là một nam diễn viên kiêm võ sư người Trung Quốc.

## Tiểu sử
Triệu Văn Trác sinh ngày 10 tháng 4 năm 1972 tại thành phố Cáp Nhĩ Tân, tỉnh Hắc Long Giang, Trung Quốc. Cha anh là võ sư nên từ nhỏ anh đã được tiếp xúc với võ thuật. Sau khi tốt nghiệp trường Đại học Thể thao Bắc Kinh vào năm 1994, anh quyết định ở lại làm võ sư. Tuy nhiên, do là một ngôi sao và lịch trình quay phim bận rộn nên anh chỉ dạy võ được ba tháng trước khi nghỉ.
Từng học ở lò võ Thiếu Lâm, năm 17 tuổi, Triệu được mời đóng phần 4 của loạt phim Hoàng Phi Hồng. Sau khi thể hiện xuất sắc vai Pháp Hải đại sư võ nghệ cao cường trong phim điện ảnh Thanh Xà Bạch Xà bên cạnh Vương Tổ Hiền và Trương Mạn Ngọc, anh đã khẳng định tên tuổi của mình trong số những ngôi sao điện ảnh võ thuật châu Á được yêu thích nhất sau Thành Long và Lý Liên Kiệt.
Tháng 6 năm 2006, Triệu kết hôn với Trương Đan Lộ. Hai người đã có một con gái đầu lòng vào tháng 9 năm 2007. Triệu cũng có một con trai từ một mối quan hệ trước đây (với Tiểu Liên), sinh năm 2002, tên là Triệu Nguyên Đạt.

## Các phim đã đóng

### Phim điện ảnh
- Quyền Cước Tốc Độ
- Phi Long Bịp Thần
- Hoàng Phi Hồng 2: Bát Đại Thiên Vương (1995)
- Hoàng Phi Hồng: Câu Chuyện Thiếu Lâm (1995)
- Đãng Khấu Phong Vân (2017)
- Đối Đầu (2014)
- Triệu Thị Cô Nhi (2010)
- Kẻ Báo Thù (2016)
- Bạch Phát Ma Nữ (2014)

| Năm  | Tựa phim                          | Vai diễn               | Ghi chú |
| ---- | --------------------------------- | ---------------------- | --- |
| 1993 | Công phu Hoàng đế Phương Thế Ngọc | Governor of Kau-Man    | Thường gọi là Vua kungfu                                                                                    |
| 1993 | Hoàng Phi Hồng 4                  | Hoàng Phi Hồng         | |
| 1993 | Thanh xà Bạch xà                  | Pháp Hải đại sư        | cùng Vương Tổ Hiền, Trương Mạn Ngọc, Ngô Hưng Quốc                                                          |
| 1994 | Hoàng Phi Hồng 5                  | Hoàng Phi Hồng         | cùng Quan Chi Lâm, Quách Tấn An, Trịnh Tắc Sĩ, Mạc Thiếu Thông, Hùng Hân Hân, Vương Tĩnh Oánh, Đàm Diệu Văn |
| 1995 | Mãn Hán toàn tịch                 | Lung Kwun-Bo           | |
| 1995 | Tuyệt Đao                         | On Man / Ting-On       | |
| 1996 | Ma tước phi long                  | Pak Kwai-Sau (Guishou) | |
| 1998 | Bích huyết lam thiên              | Yim Dong               | |
| 1999 | Nguyên thủy vũ khí                | Wu Chi-Kwan            | |
| 2000 | Sinh tử quyền tốc                 | Cheuk Lap-Yan (Brian)  | |
| 2001 | Anh hùng Trịnh Thành Công         | Trịnh Thành Công       | cùng Tưởng Cần Cần                                                                                          |
| 2009 | Mãnh Hổ Tô Khất Nhi               | Tô Khất Nhi            | |

Và nhiều bộ phim khác

### Phim truyền hình
| Năm  | Tựa phim                             | Vai diễn         | Ghi chú                                                      |
| ---- | ------------------------------------ | ---------------- | ------------------------------------------------------------ |
| 1995 | Hoàng Phi Hồng: Câu Chuyện Thiếu Lâm | Hoàng Phi Hồng   |                                                              |
| 1995 | Hoàng Phi Hồng: Bát Đại Thiên Vương  | Hoàng Phi Hồng   |                                                              |
| 1996 | Hoàng Phi Hồng 1: Vô Đầu Tướng Quân  | Hoàng Phi Hồng   |                                                              |
| 1996 | Hoàng Phi Hồng 4: Thế kỷ lý tưởng    | Hoàng Phi Hồng   |                                                              |
| 1996 | Hoàng Phi Hồng 3: Cách mạng Tân Hợi  | Hoàng Phi Hồng   |                                                              |
| 1998 | Hoa Mộc Lan                          | Lý Lượng         |                                                              |
| 1999 | Trung Hoa đại trượng phu             | Dung Hải Sơn     |                                                              |
| 2001 | Tân Phương Thế Ngọc                  | Phương Thế Ngọc  |                                                              |
| 2001 | Tân Nhất Chi Mai                     | Triệu Thời Tuấn  | Thanh hà tuyệt luyến (Vì nghĩa phụ tình), cùng Tưởng Cần Cần |
| 2001 | Hoắc Nguyên Giáp                     | Hoắc Nguyên Giáp |                                                              |
| 2002 | Đại túy hiệp                         | Mế Vấn Thiên     |                                                              |
| 2002 | Phong Vân                            | Nhiếp Phong      | cùng Tưởng Cần Cần                                           |
| 2003 | Thư kiếm ân cừu lục                  | Trần Gia Lạc     |                                                              |
| 2004 | Võ Mị Nương truyền kỳ                | Lý Quân Tiễn     | Còn gọi là Chí tôn hồng nhan, cùng Giả Tịnh Văn              |
| 2004 | Thần y hiệp lữ                       | Lưu Tuyên        | cùng Giả Tịnh Văn                                            |
| 2004 | Phong Vân 2                          | Nhiếp Phong      |                                                              |
| 2005 | Thiển lam thâm lam                   |                  | Lồng tiếng                                                   |
| 2005 | Tuyết Vực mê thành                   | Lôi Âu           |                                                              |
| 2005 | Ngự tiền tứ bảo                      | Khang Hi         |                                                              |
| 2006 | Thất kiếm hạ Thiên Sơn               | Sở Chiêu Nam     |                                                              |
| 2008 | Hồng Ân Thái cực                     | Du Mã            |                                                              |
| 2010 | Thất Hiệp Ngũ Nghĩa                  | Triển Chiêu      |                                                              |
| 2012 | Đại Võ Đang                          | Đường Vân Long   |                                                              |
|      |                                      |                  |                                                              |